# Аль-Хамлави, Ассад
Ассад аль-Ислам аль-Хамлави (швед. Assad Al Islam Al Hamlawi; род. 27 октября 2000, Хельсингборг, Сконе) — шведский футболист, нападающий клуба «Варберг».

## Клубная карьера
Футболом начинал заниматься в клубе «Смедбю», откуда затем перебрался в «Энгельхольм». В его составе 4 ноября 2017 года дебютировал во взрослом футболе в матче последнего тура сезона в первом шведском дивизионе с «Русенгордом», выйдя на замену в середине второго тайма. Следующий год Ассад выступал за молодёжную команду клуба. В сезоне 2019 года, когда команда выступала уже во втором дивизионе, принял участие в 17 играх, в которых забил 14 мячей.
В конце августа 2019 года подписал трёхлетний контракт с «Хельсингборгом», ступающий в силу с начала следующего года. Осенью получил тяжёлую травму, в связи с чем был вынужден пропустить остаток сезона в «Энгельхольме». На предсезонных сборах «Хельсингборга» аль-Хамлави присоединился к новой команде. 6 июля 2020 года дебютировал за основной состав клуба в чемпионате Швеции в гостевом поединке с «Юргорденом», заменив на 90-й минуте Расмуса Йёнссона.

## Клубная статистика
| Выступление      | Выступление      | Выступление      | Лига | Лига | Кубки | Кубки | Конт. кубки | Конт. кубки | Разное | Разное | Итого | Итого |
| Клуб             | Лига             | Сезон            | Игры | Голы | Игры  | Голы  | Игры        | Голы        | Игры   | Голы   | Игры  | Голы  |
| ---------------- | ---------------- | ---------------- | ---- | ---- | ----- | ----- | ----------- | ----------- | ------ | ------ | ----- | ----- |
| Энгельхольм      | Дивизион 1       | 2017             | 1    | 0    | 0     | 0     | 0           | 0           | 0      | 0      | 1     | 0     |
| Энгельхольм      | Дивизион 2       | 2019             | 17   | 14   | 0     | 0     | 0           | 0           | 0      | 0      | 17    | 14    |
| Энгельхольм      | Итого            | Итого            | 18   | 14   | 0     | 0     | 0           | 0           | 0      | 0      | 18    | 14    |
| Хельсингборг     | Алльсвенскан     | 2020             | 9    | 1    | 0     | 0     | 0           | 0           | 0      | 0      | 9     | 1     |
| Хельсингборг     | Суперэттан       | 2021             | 18   | 3    | 1     | 0     | 0           | 0           | 2      | 0      | 21    | 3     |
| Хельсингборг     | Алльсвенскан     | 2022             | 1    | 1    | 0     | 0     | 0           | 0           | 0      | 0      | 1     | 1     |
| Хельсингборг     | Итого            | Итого            | 28   | 5    | 1     | 0     | 0           | 0           | 0      | 0      | 29    | 5     |
| Всего за карьеру | Всего за карьеру | Всего за карьеру | 46   | 19   | 1     | 0     | 0           | 0           | 2      | 0      | 49    | 19    |